# Rīgas Autobusu Fabrika
RAF (Rīgas Autobusu Fabrika) (ros. Ри́жская авто́бусная фа́брика – Riżskaja awtobusnaja fabrika, pol. Ryska Fabryka Autobusów) – dawna łotewska (do 1991 r. radziecka) fabryka i marka samochodów użytkowych, mająca swoją siedzibę w Rydze, a następnie Jełgawie.

## Historia
Historia fabryki sięga czasów, kiedy produkowano tu w latach 1908–1915 pierwsze rosyjskie samochody Russo-Bałt, w czasach gdy Łotwa znajdowała się pod panowaniem rosyjskim. W czasie I wojny światowej ryską fabrykę wagonów, która wytwarzała samochody, ewakuowano do Moskwy. Gdy Łotwa powstała, po I wojnie światowej, fabryka nie pracowała na jej terenie. Po II wojnie światowej Łotwa znalazła się pod okupacją ZSRR, a w 1949 roku na bazie Zakładów Remontowych Samochodów nr 2 (Ryżskij Awtoriemontnyj Zawod, RARZ 2) utworzono Ryski Zakład Nadwozi Autobusowych (RZAK). Włączono do niego następnie Ryską Eksperymentalną Fabrykę Samochodową (Rīgas Eksperimentālā Automobiļu Fabrika, REAF). Od 1953 roku rozpoczęto produkcję autobusów RAF-651 (RARZ-651), będących analogiczną do PAZ-651 konstrukcją na bazie ciężarówki GAZ-51. W 1954 roku zakład przemianowano na Ryską Fabrykę Autobusów. W latach 1955–1958 wytwarzano autobus RAF-251 własnej konstrukcji, z nadwoziem typu wagonowego, również na podwoziu samochodu ciężarowego GAZ-51. W latach 50. uruchomiono produkcję małego autobusu RAF-10, będącego bezpośrednim poprzednikiem mikrobusu RAF-977, budowanego z wykorzystaniem silnika i innych elementów podwozia samochodu osobowego GAZ-21 Wołga. W 1970 roku rozpoczęto budowę nowego zakładu w Jełgawie. Od 1976 roku wytwarzano mikrobusy RAF-2203. Samochody te posiadały zespoły napędowe i jezdne pochodzące z osobowej Wołgi. Pojazdy produkowano w wielu wersjach m.in. miejska taksówka wieloosobowa, samochód pomocy drogowej, sanitarka czy samochód dowództwa straży pożarnej. Od 1989 roku produkowano zmodernizowany model RAF-22038.
W latach 80. znacznie spadła jakość produkowanych samochodów, co wiązało się z ogólnymi kłopotami ekonomicznymi ZSRR. W drugiej połowie lat 80. fabryka RAF znalazła się w awangardzie reform gospodarczych w ZSRR – pieriestrojki, czego efektem stał się pierwszy w ZSRR wybór nowego dyrektora (Wiktora Bosserta) przez załogę. Od 1989 roku trwały przygotowania do przekształcenia przedsiębiorstwa państwowego w spółkę akcyjną, co nastąpiło ostatecznie 6 września 1991 r. Równocześnie fabryka przeszła na własność nowo powstałego państwa łotewskiego. Zmniejszenie popytu na mało konkurencyjny już model samochodu, związane szczególnie z osłabieniem relacji Łotwy z Rosją i utrudnieniem zbytu na tamtejszym rynku, doprowadziły jednak do zaprzestania produkcji w 1997 roku.

## Modele marki RAF
- RAF-10(inne języki)
- RAF-977
- RAF-2203

## Galeria

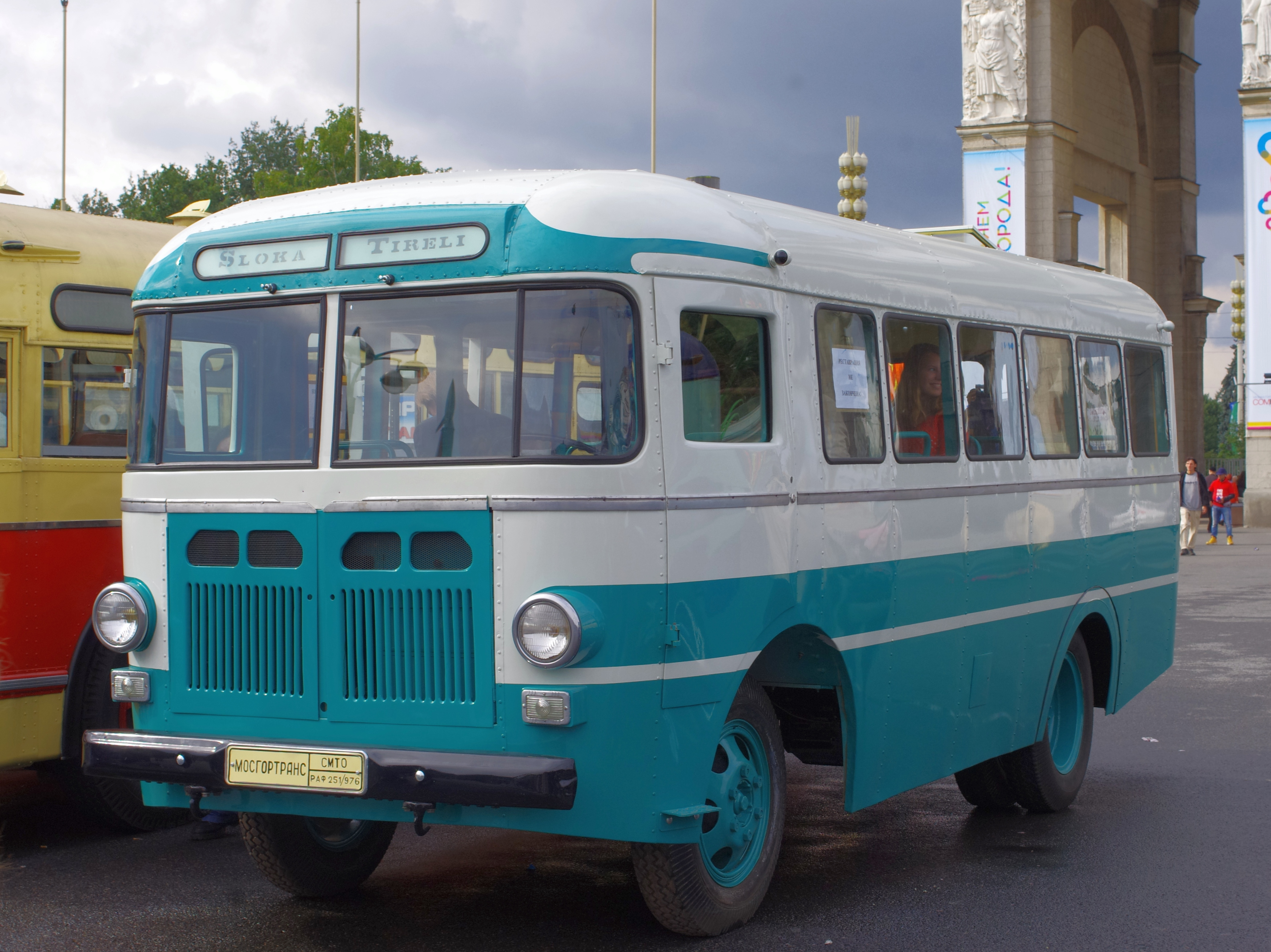
RAF-251
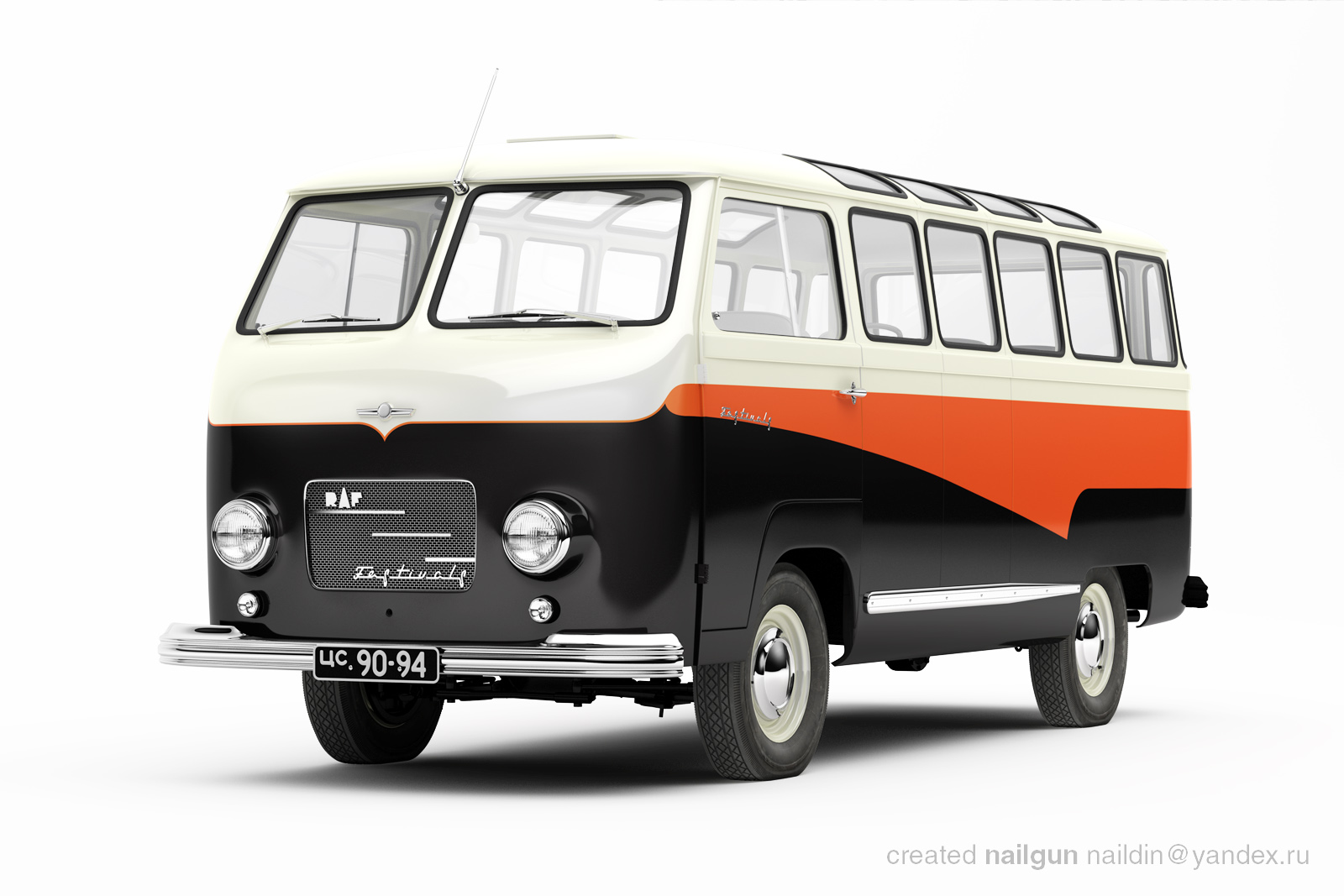
RAF-10
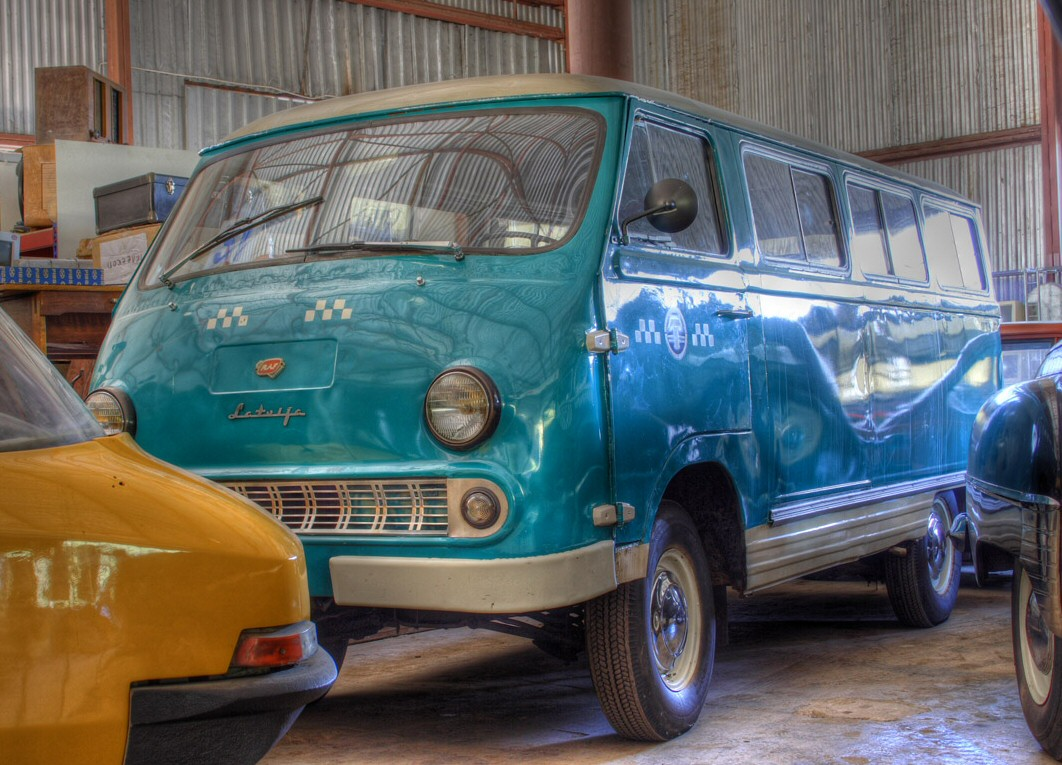
RAF-977
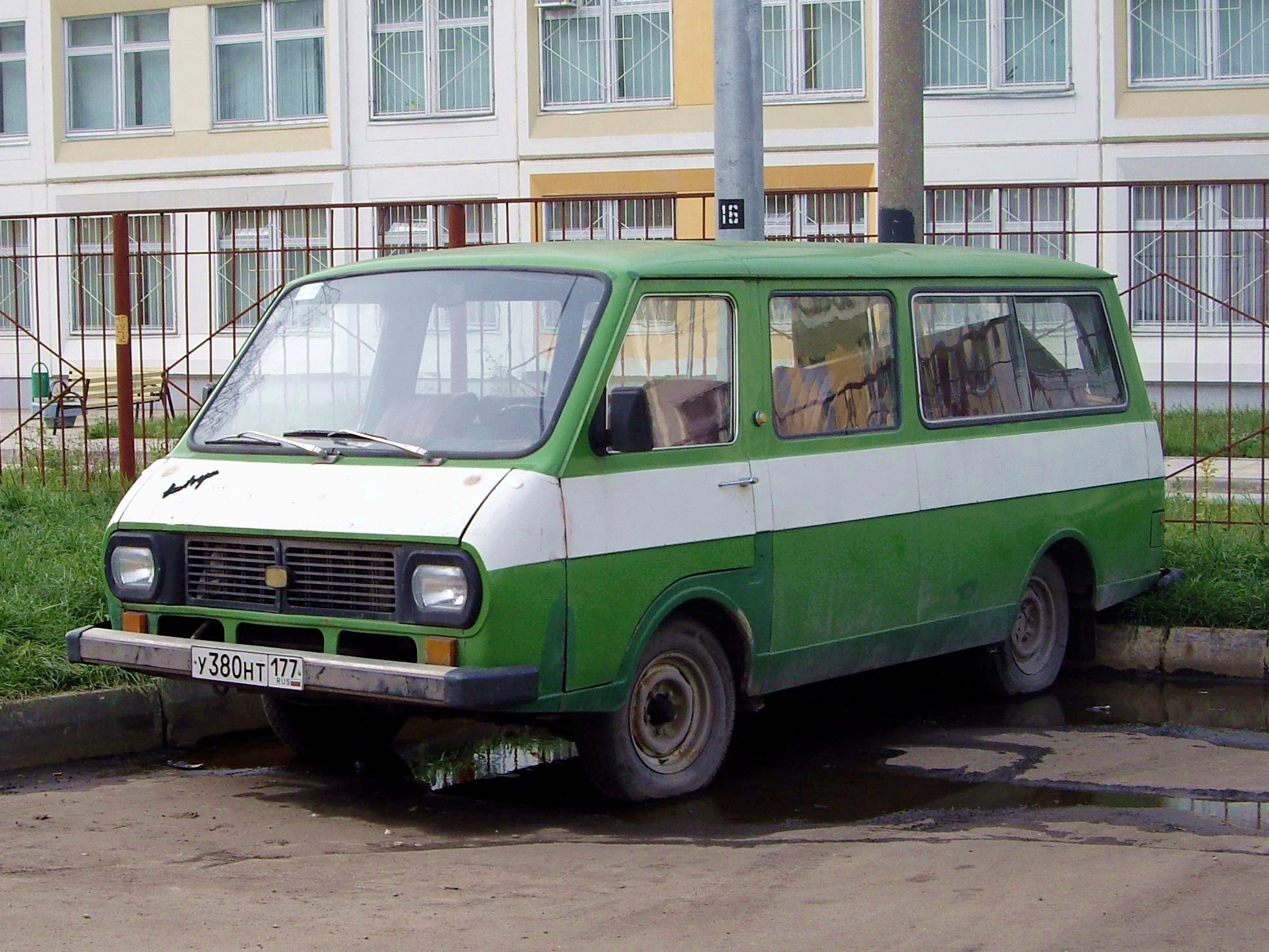
RAF-2203
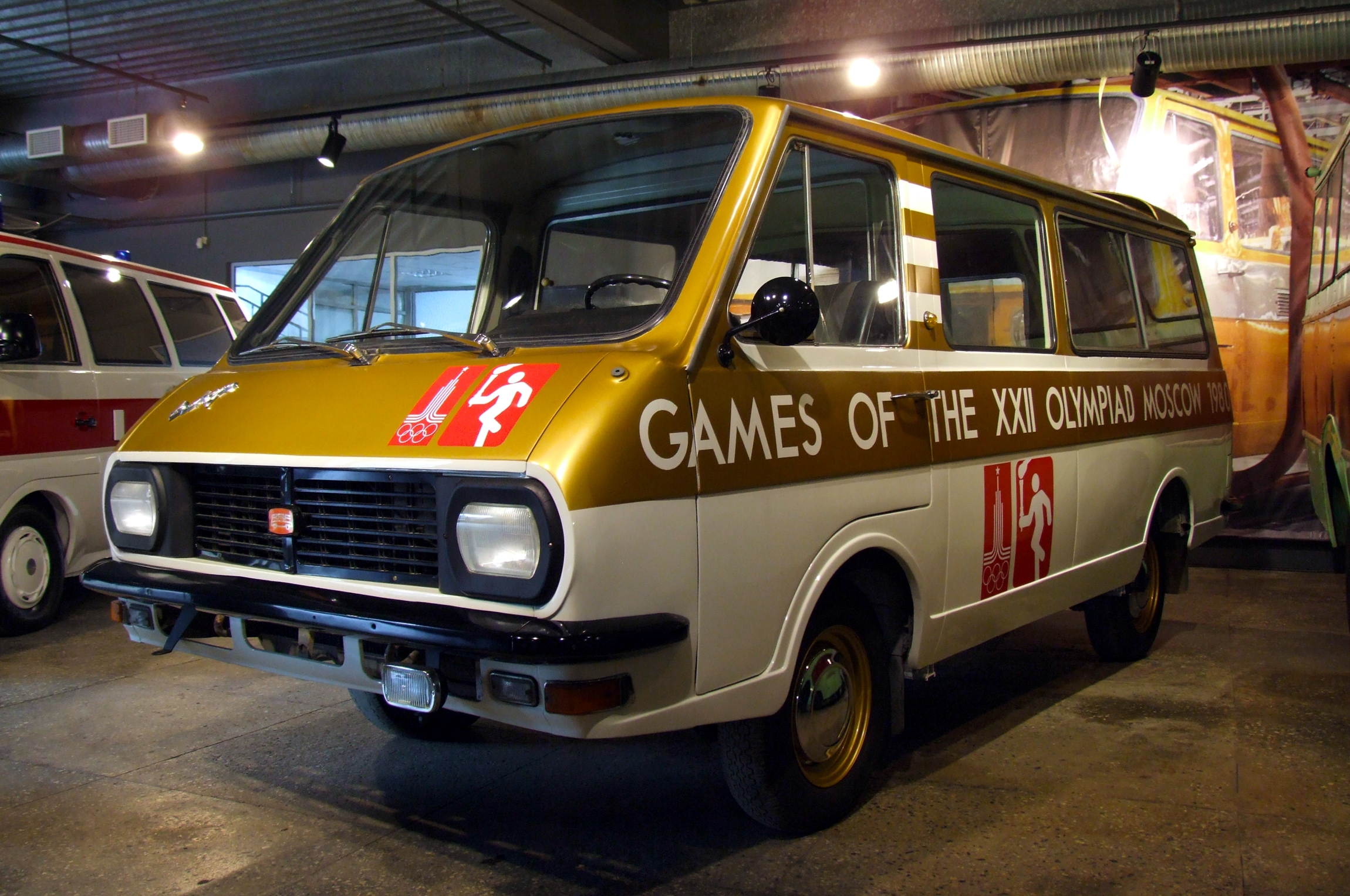
RAF-2907 – specjalny samochód na Olimpiadę w Moskwie